# Jérome Polenz
Jérome Polenz, né le 7 novembre 1986 à Berlin (Allemagne), est un footballeur algérien .

## Biographie
Il a commencé sa carrière au SC Siemensstadt dès l'âge de 7 ans, avant de rejoindre les jeunes du CFC Hertha 06, puis du Tennis Borussia Berlin.
En 2002, il part au Werder Brême, où il évolue les trois premières années dans l'équipe réserve. Il fait ses grands débuts avec l'équipe première en février 2006, et participe par la suite à trois matches de haut niveau.
Mais il signe en 2007 un contrat le liant trois années à Aix-la-Chapelle, relégué en seconde division, en 2010 il rejoint le club Union de Berlin en Bundesliga 2.
Étant d'origine algérienne, Jérôme Polenz a été approché par Vahid Halilhodzic pour être sélectionné chez les Fennecs et participer au prochain stage tout comme Mehdi Courgnaud.

## Palmarès
Vierge